# German Marshall Fund of the United States
Pour les articles homonymes, voir GMF.
Le German Marshall Fund of the United States (GMFUS) est un Think Tank transatlantique sans affiliation partisane, consacré depuis sa création, en 1972, au dialogue et à la coopération entre l’Europe et les États-Unis, et entre les pays membres de l’Union européenne. Ses travaux portent sur les grands enjeux géopolitiques, économiques, sociétaux, et stratégiques contemporains.
Le GMF s’appuie sur une forte présence des deux côtés de l’Atlantique : Washington D.C., Paris, Bruxelles, Berlin, Madrid, Varsovie, Belgrade, Bucarest, Ankara. Le GMF s’appuie aussi sur un large réseau de chercheurs associés dans le monde, en particulier dans la région indopacifique.

## Histoire
Le 5 juin 1947, le secrétaire d'État américain George Catlett Marshall propose un programme d'aide destiné à promouvoir la reconstruction d'une Europe dévastée après la Seconde Guerre mondiale. Dix-sept États dont l'Allemagne de l'Ouest et la Turquie acceptent ce projet sans hésiter et créent l’Organisation européenne de coopération économique pour se répartir l'aide financière octroyée.
Vingt-cinq ans après le lancement du plan Marshall, le chancelier allemand Willy Brandt se rend à Harvard et annonce la création d'une institution (financée à hauteur de 150 millions de deutschemarks), en mémoire du soutien américain et de cette aide sans précédent. Sous l’impulsion du philanthrope américain Guido Goldman,, cette institution naît en 1972 et prend le nom de German Marshall Fund of the United States.
Le GMF établit en 1980 son premier bureau européen permanent à Bonn, en Allemagne de l'Ouest. À la suite de la chute du mur de Berlin en 1989 et peu après la réunification de l’Allemagne, un nouveau bureau est ouvert à Berlin-Est en décembre 1990. Il regroupe, à partir de 1992 et la fermeture de la représentation à Bonn, l'ensemble des activités menées en Allemagne.
Durant les années suivantes, les travaux du GMF se concentrent sur le processus de transition démocratique en Europe centrale, en Europe de l'Est, et dans les Balkans.
Entre 1997 et 2000, Ronald D. Asmus, en sa qualité de sous-secrétaire d’État américain aux affaires européennes, a été un acteur clé dans la refonte de l’architecture de l’Alliance atlantique, soutenant notamment l’adhésion de la Pologne, de la République Tchèque et de la Hongrie à l’OTAN. En 2002, il rejoint le GMF comme chercheur basé à Washington, avant de diriger l'antenne bruxelloise à partir de janvier 2005. Il participe à l’extension de la présence du GMF en Europe : Bruxelles (2001), Paris (2001), Belgrade (2003), Ankara (2005), Bucarest (2008), et Varsovie (2011).
En janvier 2006, Angela Merkel inaugure les nouveaux locaux du GMF à Washington,.
Le 1er janvier 2022, Heather A. Conley devient la présidente du GMF,. Elle succède à Dr. Karen Donfried qui rejoint l’administration Biden en tant que Secrétaire d'État adjointe aux affaires européennes (2021-2023),. Le conseil d’administration est présidé depuis février 2024 par l’entrepreneur et investisseur américain Christopher M. Schroeder.
En septembre 2024, Dr. Alexandra de Hoop Scheffer est nommée Acting President du GMF, en remplacement de Heather Conley.

## Objectifs et missions
Le GMF a pour mission de renforcer le dialogue et la coopération entre l’Europe et les États-Unis, et entre les pays membres de l’Union européenne, sur les grands enjeux géopolitiques, économiques, sociétaux, et stratégiques contemporains. L’objectif est de développer une réflexion collective sur les défis pour l’Europe et les Etats-Unis dans les années à venir et de définir une feuille de route pour une relation transatlantique efficace.
Les activités du GMF se déclinent sous plusieurs formes : 
- La publication de rapports et d'analyses ;
- L’organisation de rencontres, groupes de travail de haut niveau associant un large panel de représentants du monde politique, économique, académique et de la société civile ;
- La mise en œuvre de programmes d’échanges entre les deux côtés de l’Atlantique favorisant le dialogue entre les parlementaires, les villes, les entreprises, les jeunes entrepreneurs ;
- L’intervention dans les médias et auprès des instances gouvernementales, parlementaires et industrielles des deux côtés de l’Atlantique.

## Axes de travail
- Géopolitique : Le pôle Géopolitique du GMF est un programme destiné à l’analyse des enjeux géopolitiques et géoéconomiques[15].
- Démocratie : Le pôle Démocratie du GMF analyse les dérives autoritaires et le déclin démocratique, tout en soutenant la société civile et les médias indépendants[16].
- Innovation : Le pôle Innovation du GMF se concentre sur l’étude des nouvelles technologies et du rôle des villes en politique étrangère[17].

## Conférences et évènements

### Brussels Forum
Le Brussels Forum est une conférence publique du GMF abordant les grands enjeux politiques, économiques et stratégiques ayant un impact sur la relation transatlantique.  Lancé en 2006, le forum rassemble des décideurs politiques et militaires,, des parlementaires, des chefs d'entreprise, des experts, ainsi que des jeunes professionnels des deux côtés de l'Atlantique. Les principaux sujets abordés sont les grands enjeux stratégiques impactant la relation transatlantique :  géopolitique, compétitivité industrielle, nouvelles technologies, transition énergétique, état de la démocratie. Ce forum contribue à définir les priorités de l'agenda transatlantique et initie des solutions innovantes pour répondre aux défis contemporains.

### Dialogues trilatéraux
Le GMF organise des Dialogues trilatéraux rassemblant les décideurs politiques et les dirigeants d'entreprises européens et américains avec leurs homologues chinois, indiens, japonais, et taïwanais à travers les Stockholm China Forum, India Trilateral Forum, Japan Trilateral Forum, et Taiwan Trilateral Forum.
Le GMF déploie aussi le Groupe Stratégique Trilatéral, un évènement qui réunit deux fois par an les dirigeants du secteur public et privé, ainsi que des leaders d’opinion issus de la Turquie, de l’Union européenne et des Etats-Unis. Cette rencontre vise à identifier les risques géostratégiques émergents et leurs implications possibles pour ces trois acteurs internationaux.

### Sécurité transatlantique
Lancée en 2011 et pilotée par le bureau de Paris du GMF, la Transatlantic Security Task Force (TSTF) contribue au développement de nouvelles propositions pour la coopération transatlantique en matière de sécurité et de défense. Réunissant un groupe d’environ 30 spécialistes américains et européens de haut niveau du secteur de la défense (chercheurs, décideurs politiques et représentants du secteur privé), la TSTF explore les priorités sécuritaires pour la coopération transatlantique des années à venir. Les sessions de travail aboutissent à des recommandations concrètes visant à renforcer la coordination entre alliés des deux côtés de l’Atlantique.
En mars 2019, le GMF publie un rapport intitulé « La coopération transatlantique en matière de sécurité à l'horizon 2020 ». Pour mener cette analyse, les auteurs se sont basés sur les résultats d’exercices de construction de scénarios organisés par le GMF avec des décideurs politiques américains et européens, des chercheurs et des représentants de l'industrie de défense.

### Ukraine
À la suite du début de l'invasion de l'Ukraine par la Russie en février 2022, le GMF a fait du soutien à l'Ukraine une priorité. Dans ce cadre, des initiatives importantes ont été lancées :
- La proposition d’un « plan Marshall pour l’Ukraine » : en septembre 2022, le GMF publie un premier rapport appelant à une coordination accrue entre les Occidentaux pour la reconstruction de l’Ukraine[25]. Le GMF y émet diverses recommandations pour faire émerger un « plan Marshall » moderne[26]. Les auteurs proposent notamment que le « G7 soit à la tête d’une plateforme […] pour la coordination des donateurs internationaux »[27]. Le 26 janvier 2023 naît ainsi la « Multi-Donor Coordination Platform for Ukraine », menée par l'Ukraine, l'UE, les pays du G7, ainsi que les institutions financières internationales[28]. Un second rapport stratégique a été publié par le GMF le 22 mai 2023[13], en amont de la Ukraine Recovery Conference 2023 organisée à Londres. A travers leurs différentes publications, les experts du GMF propose une reconstruction verte[29], des efforts en matière d’innovation[30], une réorganisation au sein de l’administration centrale[31], une gouvernance basée sur la transparence[32],[33], et le renforcement des partenariats locaux[34].
- Le GMF Hope Fund[35] : un fonds d'aide à destination de la société civile ukrainienne.
- Le programme U3R (Ukraine Recovery, Reconstruction and Reform) : un programme de subventions soutenant des organisations issues de la société civile, des médias indépendants, ainsi que les pouvoirs publics[36].
- L'Ukrainian Media Fund : un soutien financier réservé aux médias ukrainiens[37].
- L'organisation de plusieurs conférences sur la reconstruction de l'Ukraine[38], en amont des Ukraine Recovery Conference (URC).
- Le projet "Whistlestops for Ukraine", en partenariat avec la Howard G. Buffet Foundation : un programme qui sensibilise les communautés rurales américaines aux conséquences concrètes résultant du conflit en Ukraine et qui souligne l’importance du soutien américain à l’Ukraine[39],[40],[41].
- Le partenariat avec les villes d'Ukraine (Ukraine Cities Partnership), développé avec le Département d’Etat américain[42] : une initiative publique-privée qui aide les Ukrainiens à planifier la reconstruction de villes durables.

## Publications
Le GMF contribue au débat public à travers différentes formes de publication : études prospectives, notes mensuelles, tribunes, rapports.

### Transatlantic Trends
L’étude Transatlantic Trends est une enquête d’opinion publique réalisée annuellement par le GMF. Ce sondage de grande ampleur se base sur un échantillon de citoyens issus d’une quinzaine de pays des deux côtés de l’Atlantique. Les réponses permettent de mieux comprendre l’opinion publique transatlantique sur les enjeux les plus stratégiques, tant nationaux qu’internationaux,.

### Global Swing States
Le concept de « global swing state » a été développé par le GMF et le Center for a New American Security dans le cadre d’une étude publiée en 2012,.
Le rapport "Global Swing States” publié en 2023 par le GMF fournit un aperçu des préférences en matière de coopération et de stratégies d’alliance de six États ayant une influence significative sur l’ordre mondial. Le rapport a mis en lumière les préférences du Brésil, de l’Inde, de l’Indonésie, de l’Arabie Saoudite, de l’Afrique du Sud et de la Turquie concernant la sécurité, le commerce, la technologie et la coopération en matière de gouvernance internationale, et a exploré les moyens pour les États-Unis et les Européens de répondre au (ré)alignement de ces États.
Ce projet a été poursuivi en 2024 sous le titre de « Pivotal Powers : Innovative Engagement Strategies for Global Governance, Security, and Artificial Intelligence ».

## Formation des futurs leaders transatlantiques
Le GMF mène plusieurs programmes visant à renforcer le lien transatlantique grâce à l’accompagnement et la formation des futurs dirigeants des deux côtés de l'Atlantique.

### Marshall Memorial Fellowship
Créé en 1982, le Marshall Memorial Fellowship (MMF) a favorisé une meilleure connaissance des États-Unis par une nouvelle génération de dirigeants européens, tout en permettant à des Américains à fort potentiel de se sensibiliser aux affaires européennes. Le programme prévoit six mois d'apprentissage à distance et 21 jours d'immersion aux États-Unis pour les participants européens, contre 21 jours de présence en Europe pour les participants américains. Avec une communauté de plus de 4 500 alumni, le MMF vise à entretenir le dialogue transatlantique à travers de nombreux projets, séminaires et événements, sous l'égide du German Marshall Fund of the United States.

#### Liste non exhaustive des bénéficiaires du Marshall Memorial Fellowship
- Emmanuel Macron, président français (2004)[51].
- Christophe Agnus, auteur, éditeur, journaliste français (1994)[52].
- Florence Aubenas, journaliste et écrivaine française (1995).
- Jean-Michel Demetz, journaliste français (1995).
- Bertrand Badré, homme d'affaires français (1995)[53].
- Florence Mangin, diplomate française (1994).
- Stéphane Distinguin, fondateur et président de Fabernovel (2012).
- Stacey Abrams, ancien représentant de l'État de Géorgie aux États-Unis (2004)
- Young Kim, membre du Congrès américain, 40e district de Californie (2002)
- Chris Murphy, Sénat des États-Unis (2003)
- Emily Cain, directrice exécutive, Emily's List (2007)
- Alejandra Ceja, directeur exécutif, Panasonic (2016)
- Joe Neguse, membre du Congrès américain, 2e circonscription du Colorado (2018)
- Ajit Pai, ancien président de la Commission fédérale des communications des États-Unis (2011)
- Alyssa Ayres, doyen de l'école des affaires internationales Elliott de l'université George Washington (2006)
- Adam Bodnar, ministre de la Justice, Pologne (2013)
- Ahmed Aboutaleb, ancien maire de Rotterdam (1994)
- Annalena Baerbock, ministre des affaires étrangères, Allemagne (2011)
- David McAllister, député européen, Président de la commission des affaires étrangères (2000)
- Elena Yoncheva, députée européenne (1999)
- Giorgos Gerapetritis, ministre des affaires étrangères, Grèce (2003)
- Hakan Fidan, ministre des affaires étrangères, Turquie (2007)
- Hildegard Bentele, député européen (2008)
- Morten Lokkegaard, député européen (1995)
- Tomislav Tomasevic, maire de Zagreb (2012)

## Personnel de direction
- Alexandra de Hoop Scheffer, Présidente[54]
- Jared Janeczko, Chief Operating Officer[55]

## Bureaux
- Paris : Le bureau de Paris analyse les risques et les tendances politiques, géopolitiques et géoéconomiques à court et à long terme ayant un impact sur les entreprises et les gouvernements des deux côtés de l'Atlantique[56].
- Belgrade : Le bureau de Belgrade promeut la coopération et l'intégration euro-atlantique dans les Balkans afin de contribuer à la stabilité politique, à la sécurité et à la prospérité économique[57].
- Berlin : Le bureau de Berlin joue un rôle singulier en Allemagne pour comprendre la politique américaine et analyser la coopération transatlantique[58].
- Varsovie : Le bureau de Varsovie se concentre sur les transformations politiques et sécuritaires en Europe centrale et orientale, et sur l'avenir des relations avec la Russie[59].
- Bucarest : Le bureau de Bucarest se spécialise sur la région de la mer Noire, et y promeut la démocratie, la coopération internationale, la sécurité, la stabilité et la prospérité[60].
- Bruxelles : Le bureau de Bruxelles présente les perspectives américaines aux décideurs européens et constitue le principal vecteur de communication entre le GMF et les institutions de l'Union européenne et l'OTAN[61].
- Ankara : Le bureau d’Ankara offre des analyses sur la Turquie, renforce les liens entre la Turquie et la communauté transatlantique, et soutient le développement d’une société civile forte dans le pays[62].
- Washington DC : Siège des activités mondiales du GMF, situé au cœur de la capitale des Etats-Unis, le bureau de Washington joue un rôle central dans le débat transatlantique et l’analyse de la coopération transatlantique[62].

## Impact
Selon le Global Go To Think Tank Index Report, une étude menée par le programme Think Tanks and Civil Societies de l'université de Pennsylvanie, le GMF est classé en 2020 parmi les vingt think tanks américains les plus influents,.
De nombreux concepts développés par le GMF se sont imposés dans le débat public, aussi bien dans les sphères politique que scientifique. Développé en 2012 par le GMF, la notion de « global swing state » s’est répandue, tout comme le concept de « responsibility sharing », apparu pour la première fois le 1er février 2021 et repris par de nombreux instituts de recherche depuis,.

## Finances et subventions
A l’issue de l’année 2023, la GMF dispose d’un total de 163 millions de dollars en actifs nets et d’un total de 21 millions de dollars en passifs. La liste des financeurs du GMF est disponible sur le site de l’organisation.
Pour contribuer au renforcement de la coopération transatlantique, le GMF perçoit des subventions et des dons de particuliers, d'entreprises, de gouvernements démocratiques, de fondations et d'organisations multilatérales.